# Southeast Asia Japan Cable
Southeast Asia Japan Cable (kurz: SJC) ist ein Seekabel, das im Juni 2013 in Betrieb genommen wurde.
Das Kabel verbindet auf einer Länge von rund 8.900 km Standorte von Südostasien mit Japan. Am Kabel sind eine Vielzahl von Betreibern beteiligt, darunter Globe Telecom, Google Inc., KDDI, Telkom Indonesia, Singapore Telecommunications, China Telecom, TOT, China Mobile, Chunghwa Telecom und Brunei International Gateway.

## Landepunkte
1. Chikura (Japan)
2. Chung Hom Kok (Hongkong)
3. Nasugbu (Philippinen)
4. Shantou (Volksrepublik China)
5. Songkhla (Thailand)
6. Telisai (Brunei)
7. Tuas (Singapur)